# Raksi

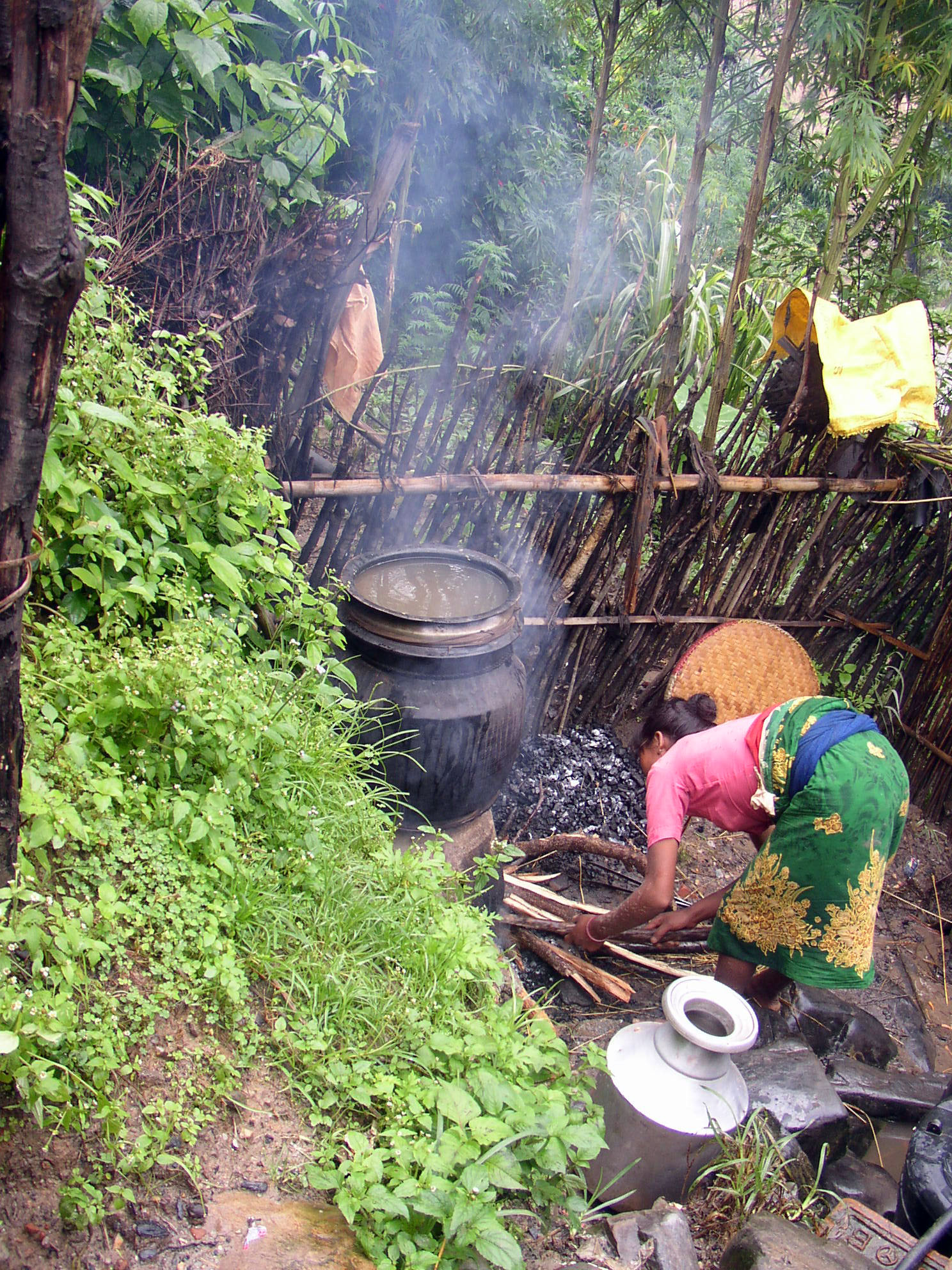
destillatie van Raksi

Raksi of rakshi (रक्सी) is een gedestilleerde alcoholische drank die traditioneel gedronken wordt in Tibet en Nepal. Raksi wordt gewoonlijk gemaakt van rijst en kan vergeleken worden met de Japanse rijstwijn sake. Raksi kan ook gemaakt worden van gierst waardoor het een andere smaak krijgt.
Tijdens speciale gebeurtenissen wordt raksi vanuit grote hoogte in een zogenaamd bhatti-glas geschonken, wat een spectaculair aanzicht geeft. Raksi is in religieuze rituelen van belang.
Vanwege de populariteit in Nepal is er een beweging voor drankbestrijding opgericht, met vrouwengroeperingen die actie voeren om raksi te verbieden.